# Maurice Kraus
Maurice Kraus (né le 31 mai 1907 dans le 12e arrondissement de Paris et mort le 20 janvier 1998 à Draguignan,) est un coureur cycliste français, principalement actif dans les années 1930.

## Biographie
Professionnel de 1933 à 1937, Maurice Kraus termine notamment sixième de Paris-Roubaix en 1935. La même année, il participe au Tour de France.   

## Palmarès

### Par année
- 1927
  - 2e de Nancy-Belfort[2]
- 1931
  - Paris-Houlgate[2]
- 1932
  - Paris-Arras
  - 2e de Paris-Briare
- 1935
  - 6e de Paris-Roubaix
- 1936
  - 3e du Circuit du Bocage vendéen
- 1937
  - 2eb étape de l'Étoile d'Angoulême[2]

### Résultats sur les grands tours

#### Tour de France
1 participation
- 1935 : abandon (7e étape)